# Raiko Krauß

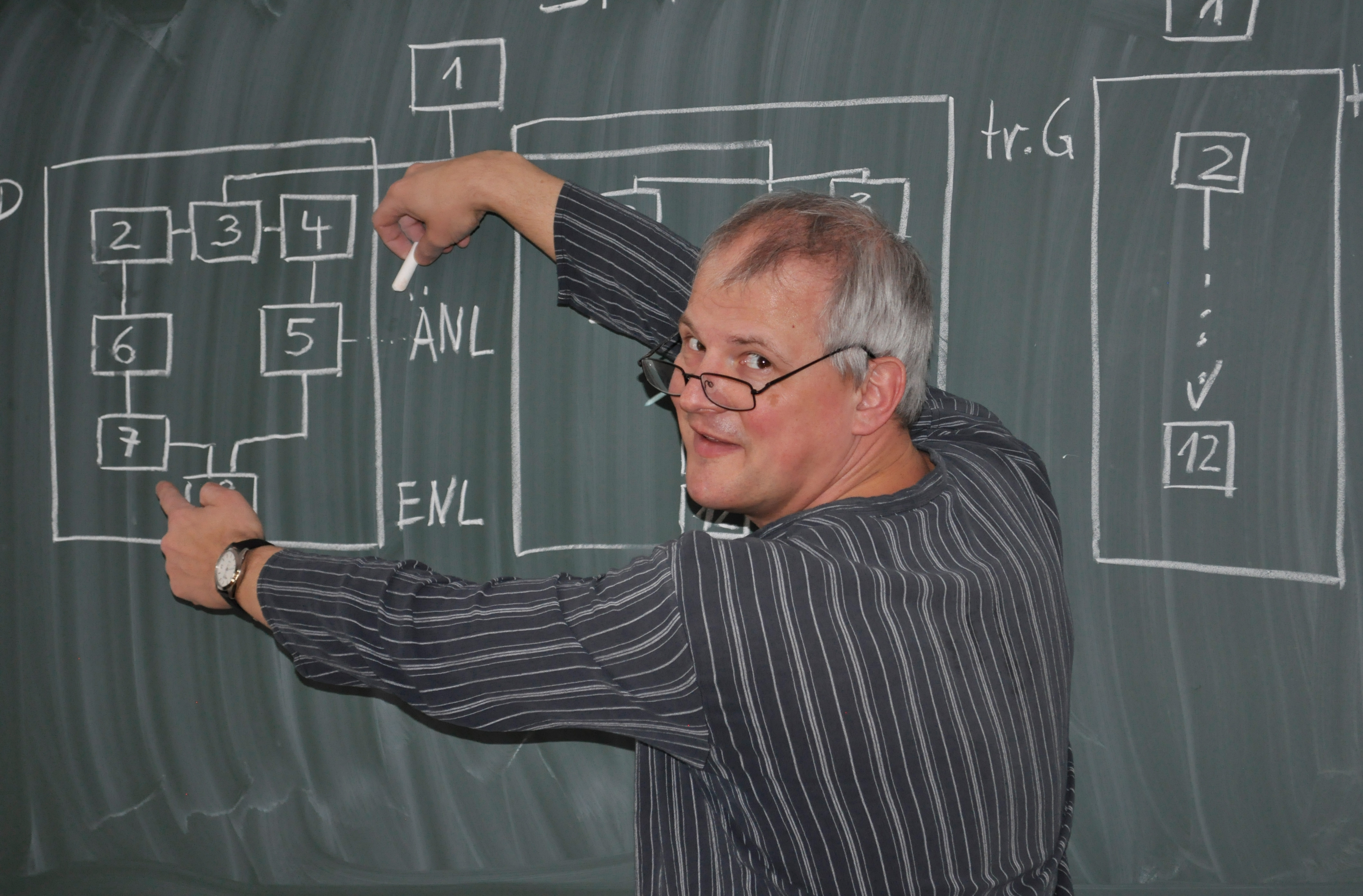
Raiko Krauß an der Universität Tübingen (2018)

Raiko Krauß (* 1973 in Berlin-Friedrichshain) ist ein deutscher Prähistorischer Archäologe.

## Leben
Krauß legte 1992 das Abitur am Georg-Friedrich-Händel-Gymnasium in Berlin-Friedrichshain ab. Bereits als Schüler arbeitete er von 1988 bis 1990 im Rahmen von Ferienpraktika an der Antikensammlung der Staatlichen Museen zu Berlin und war an Grabungen des Museums für Ur- und Frühgeschichte Potsdam beteiligt.
Nach dem Zivildienst in der Notaufnahme eines Berliner Krankenhauses begann Krauß zum Sommersemester 1994 mit dem Studium der Ur- und Frühgeschichte und Klassischen Archäologie an der Humboldt-Universität zu Berlin. Dort besuchte er auch Lehrveranstaltungen der Klassischen Philologie, Alten Geschichte und Philosophie sowie an der Freien Universität Berlin Vorlesungen in Vergleichender Indogermanischer Sprachwissenschaft. Von 1999 bis 2000 war er als studentische Hilfskraft am Hermann von Helmholtz-Zentrum für Kulturtechnik für die Betreuung der Lehrsammlung des Lehrstuhls für Ur- und Frühgeschichte angestellt und arbeitete an Grabungsprojekten in Deutschland, Bulgarien, Griechenland, Italien, Rumänien und der Türkei mit. 2000 schloss er sein Studium an der Humboldt-Universität mit einer Magisterarbeit über die kupferzeitliche Siedlung von Djakovo im Strumatal (Bulgarien) ab.
2004 wurde Krauß von Bernhard Hänsel und Hermann Parzinger an der Freien Universität Berlin mit einer Dissertation zum Thema „Die prähistorische Besiedlung am Unterlauf der Jantra“ promoviert. Von 2002 bis 2004 war er Promotionsstipendiat der Studienstiftung des Deutschen Volkes. Anschließend arbeitete er 2004 kurzfristig am Sächsischen Landesamt für Archäologie. Für seine Dissertation wurde er mit dem Reisestipendium des Deutschen Archäologischen Instituts ausgezeichnet und bereiste ein Jahr lang die Länder des Mittelmeer- und Schwarzmeerraumes.
Von 2005 bis 2008 war Krauß wissenschaftlicher Mitarbeiter der Eurasien-Abteilung des Deutschen Archäologischen Instituts und zwischenzeitlich von 2007 bis 2008 auch Assistent am Institut für Prähistorische Archäologie der Freien Universität Berlin. Seit dem Wintersemester 2008/09 lehrt und forscht er am Institut für Ur- und Frühgeschichte und Archäologie des Mittelalters der Eberhard Karls Universität Tübingen. 2014 habilitierte er sich dort mit einer Arbeit zur „Dynamik der Neolithisierung in Südosteuropa. Der Beginn von Ackerbau, Viehzucht und sesshafter Lebensweise“ und erhielt die Venia Legendi für das Fach Ur- und Frühgeschichte. Krauß wurde von 2017 bis 2022 im Heisenberg-Programm der Deutschen Forschungsgemeinschaft gefördert und ist seit November 2018 außerplanmäßiger Professor an der Eberhard Karls Universität Tübingen.
Im Mittelpunkt von Krauß’ archäologischer Tätigkeit stehen die Epochen vom Mesolithikum bis zur Bronzezeit in Europa, Westasien und Nordafrika. Wichtige Forschungsprojekte beschäftigten sich mit der frühneolithischen Siedlung von Ovčarovo-Gorata (Bulgarien), dem kupfer- bis frühbronzezeitlichen Fundplatz Foeni-Gaz (Rumänien), der mehrphasigen prähistorischen Siedlung Bucova Pusta IV (Rumänien) und dem kupferzeitlichen Gräberfeld von Warna (Bulgarien). Für das vermeintlich frühneolithische Figurenensemble von Belica (Serbien) wies er nach, dass ein Teil der Funde modern gefertigt wurde und bestätigte dadurch einen von serbischen Kollegen erhobenen Fälschungsvorwurf teilweise. In Kooperation mit dem Museum des Banats in Timišoara leitet er seit 2018 die Grabungen auf der frühneolithischen Siedlung Movila lui Deciov (Rumänien) und zusammen mit dem Landesamt für Bodendenkmalpflege verschiedene Grabungen auf mesolithisch-frühneolithischen Fundplätzen in Baden-Württemberg. Schwerpunkte seiner Lehr- und Forschungstätigkeit sind auch die Musikarchäologie und die Megalithik in Nordafrika.
Krauß ist Vorsitzender der Berliner Gesellschaft für Anthropologie, Ethnologie und Urgeschichte, Vize-Präsident der Deutsch-Bulgarischen Gesellschaft, Korrespondierendes Mitglied des Deutschen Archäologischen Instituts und Mitglied der Leibniz-Sozietät der Wissenschaften zu Berlin. 2015 erhielt er die Ehrenplakette der Gemeinde Dudeștii Vechi (Rumänien).

## Schriften
- Stone Age without Stones. The Early Neolithic Settlement of Bucova Pusta IV in Northwestern Banat (Romania). Archaeology in Banat I (Tübingen 2024) ISBN 978-3-98945-007-3
- Dynamics of Neolithisation in South-eastern Europe. The Beginnings of Agriculture, Husbendry and Sedentary Life. Mitteilungen der Prähistorischen Kommission 93 (Wien 2023) ISBN 978-3-7001-8879-7
- Ovčarovo-Gorata. Eine frühneolithische Siedlung in Nordostbulgarien. Archäologie in Eurasien 29, Habelt, Bonn 2014, ISBN 978-3-7749-3914-1
- Die prähistorische Besiedlung am Unterlauf der Jantra vor dem Hintergrund der Kulturgeschichte Nordbulgariens. Prähistorische Archäologie in Südosteuropa 20, Verlag Marie Leidorf, Rahden 2006, ISBN 3-89646-591-0
- Herausgegeben mit Jörg Bofinger: Gold im Ammertal – Das Ende der Steinzeit im Raum Tübingen. Schriften des Museums der Universität Tübingen MUT 27 (Tübingen 2023) ISBN 978-3-949680-08-3
- Herausgegeben mit Ernst Pernicka, René Kunze, Kalin Dimitrov und Petar Leshtakov: Prehistoric Mining and Metallurgy at the Southeast Bulgarian Black Sea Coast. RessourcenKulturen 12, Verlag der Universität Tübingen 2020, ISBN 978-3-947251-27-8.
- Herausgegeben mit Jörg Bofinger und Bernhard Weninger: Quaternary International 560-561. Special  Issue:  Formation  and  Transformation  of  Early  Neolithic  Lifestyles  in  Europe. doi:10.1016/j.quaint.2020.05.015
- Herausgegeben mit Harald Floss: Southeast Europe before Neolithisation. Proceedings of the International Workshop within the Collaborative Research Centres SFB 1070 “RessourcenKulturen”, Schloss Hohentübingen, 9th of May 2014, Verlag der Universität Tübingen 2016, ISBN 978-3-946552-01-7
- Herausgegeben mit Martin Bartelheim und Barbara Horejs: Von Baden bis Troia. Ressourcennutzung, Metallurgie und Wissenstransfer. Eine Jubiläumsschrift für Ernst Pernicka Verlag Marie Leidorf, Rahden 2016, ISBN 978-3-86757-010-7
- Herausgegeben: Beginnings – New Research in the Appearance of the Neolithic between Northwest Anatolia and the Carpathian Basin. Menschen – Kulturen – Traditionen. Studien aus den Forschungsclustern des Deutschen Archäologischen Instituts 1, Verlag Marie Leidorf, Rahden 2011, ISBN 978-3-86757-381-8